# Ulf Dirlmeier
Ulf Dirlmeier (* 18. Januar 1938 in München; † 21. Februar 2011 in Freudenberg-Alchen) war ein deutscher Historiker.

Ulf Dirlmeier studierte Geschichte, Sozial- und Wirtschaftsgeschichte sowie Germanistik an den Universitäten Würzburg und Heidelberg. In Heidelberg wurde er 1965 bei Erich Maschke promoviert mit der Arbeit Mittelalterliche Hoheitsträger im wirtschaftlichen Wettbewerb. Dirlmeier war anschließend wissenschaftlicher Mitarbeiter bei der Heidelberger Akademie der Wissenschaften. An der TU Berlin und der Universität Mannheim war er als Assistent und Oberassistent tätig. Seine Habilitation erfolgte 1977 mit einer grundlegenden Untersuchung zu den Einkommensverhältnissen und Lebenshaltungskosten in oberdeutschen Städten des Spätmittelalters (Mitte 14. bis Anfang 16. Jahrhundert). Dirlmeier lehrte von 1981 bis 2003 als Professor für Mittlere und Neuere Geschichte an der Universität Siegen. 
Zu seinen akademischen Schülern gehörten unter anderem Hans-Peter Becht, Bernd Fuhrmann und Gerhard Fouquet. Seine Forschungsschwerpunkte waren die Stadt-, Umwelt-, Staats- und Wirtschaftsgeschichte. Er wurde 1991 ordentliches Mitglied und 2006 korrespondierendes Mitglied der Historischen Kommission für Westfalen.

## Schriften
Schriftenverzeichnis
- Gerhard Fouquet, Rainer S. Elkar, Bernd Fuhrmann (Hrsg.): Menschen und Städte. Ausgewählte Aufsätze (= Kieler Werkstücke. Bd. 11). Peter Lang, Frankfurt am Main u. a. 2013, ISBN 978-3-653-01899-8, S. 389–393.

Monografien
- mit Andreas Gestrich und Ulrich Herrmann: Kleine deutsche Geschichte (= Reclams Universal-Bibliothek. 9359). Reclam, Stuttgart 1995, ISBN 3-15-009359-7 (Zahlreiche Auflagen in deutscher Sprache; in kroatischer Sprache: Povijest Njemačke. Barbat, Zagreb 1999, ISBN 953-181-029-X; in russischer Sprache: Краткая история Германии. Евразия, Санкт-Петербург 2008, ISBN 978-5-8071-0306-2; in serbischer Sprache: Kratka istorija nemačke. Albatros Plus, Belgrad 2009, ISBN 978-86-6081-029-0).
- mit Gerhard Fouquet und Bernd Fuhrmann: Europa im Spätmittelalter, 1215–1378 (= Oldenbourg Grundriss der Geschichte. Bd. 8). Oldenbourg, München 2003, ISBN 3-486-49721-9 (Rezension).
- Untersuchungen zu Einkommensverhältnissen und Lebenshaltungskosten in oberdeutschen Städten des Spätmittelalters. (Mitte 14. bis Anfang 16. Jahrhundert) (= Abhandlungen der Heidelberger Akademie der Wissenschaften. Philosophisch-Historische Klasse. Jg. 1978, Abh. 1). Winter, Heidelberg 1978, ISBN 3-533-02607-8.
- Mittelalterliche Hoheitsträger im wirtschaftlichen Wettbewerb (= Vierteljahrschrift für Sozial- und Wirtschaftsgeschichte. Beihefte. Nr. 51, ISSN 0341-0846). Steiner, Wiesbaden 1966, (Zugleich: Dissertation, Universität Heidelberg, vom 19. November 1964).

Herausgeberschaften
- Geschichte des Wohnens. Band 2: 500–1800. Hausen, Wohnen, Residieren. Deutsche Verlags-Anstalt, Stuttgart 1998, ISBN 3-421-03112-6.
- mit Rainer S. Elkar und Gerhard Fouquet: Öffentliches Bauen in Mittelalter und früher Neuzeit. Abrechnungen als Quelle für die Finanz-, Wirtschafts- und Sozialgeschichte des Bauwesens (= Sachüberlieferung und Geschichte. Siegener Abhandlungen zur Entwicklung der materiellen Kultur. Bd. 9). Scripta-Mercaturae-Verlag, St. Katharinen 1991, ISBN 3-922661-93-9.
- mit Gerhard Fouquet: Menschen, Dinge und Umwelt in der Geschichte. Neue Fragen der Geschichtswissenschaft an die Vergangenheit (= Sachüberlieferung und Geschichte.  Siegener Abhandlungen zur Entwicklung der materiellen Kultur. Bd. 5). Scripta-Mercaturae-Verlag, St. Katharinen 1989, ISBN 3-922661-50-5.

Aufsatzsammlung
- Gerhard Fouquet, Rainer S. Elkar, Bernd Fuhrmann (Hrsg.): Menschen und Städte. Ausgewählte Aufsätze (= Kieler Werkstücke. Bd. 11). Peter Lang, Frankfurt am Main u. a. 2013, ISBN 978-3-653-01899-8.